# Lamar County (Texas)
Lamar County je okres ve státě Texas v USA. K roku 2010 zde žilo 49 793 obyvatel. Správním městem okresu je Paris. Celková rozloha okresu činí 2 414 km².